# Wężyki (gromada)
Wężyki – dawna gromada, czyli najmniejsza jednostka podziału terytorialnego Polskiej Rzeczypospolitej Ludowej w latach 1954–1972.
Gromady, z gromadzkimi radami narodowymi (GRN) jako organami władzy najniższego stopnia na wsi, funkcjonowały od reformy reorganizującej administrację wiejską przeprowadzonej jesienią 1954 do momentu ich zniesienia z dniem 1 stycznia 1973, tym samym wypierając organizację gminną w latach 1954–1972.
Gromadę Wężyki z siedzibą GRN w Wężykach utworzono – jako jedną z 8759 gromad na obszarze Polski – w powiecie sochaczewskim w woj. warszawskim, na mocy uchwały nr VI/10/4/54 WRN w Warszawie z dnia 5 października 1954. W skład jednostki weszły obszary dotychczasowych gromad Antosin, Giżyczki, Helenów, Henryków, Piotrów, Wężyki i Skutki (z wyłączeniem miejscowości Łąki na Kujawkach Towarzystwo) ze zniesionej gminy Rybno w tymże powiecie. Dla gromady ustalono 13 członków gromadzkiej rady narodowej.
31 grudnia 1961 gromadę zniesiono, włączając jej obszar do gromad: Rybno (wsie Antosin i Wężyki), Młodzieszyn (wsie Helenów i Skutki) i Brzozów (wsie Giżyce, Giżyczki, Henryków i Piotrów) w tymże powiecie.